# Ophiostoma piceae
Ophiostoma piceae är en svampart som först beskrevs av Münch, och fick sitt nu gällande namn av Syd. & P. Syd. 1919. Ophiostoma piceae ingår i släktet Ophiostoma och familjen Ophiostomataceae.  Arten är reproducerande i Sverige. Inga underarter finns listade i Catalogue of Life.
I den svenska databasen Dyntaxa används istället namnet Ophiostoma floccosum för samma taxon.  Arten är reproducerande i Sverige.